# Gain absolu (relations internationales)
Selon la théorie libérale des relations internationales, le gain absolu est ce que les acteurs internationaux considèrent pour déterminer leurs intérêts, peser les effets totaux d'une décision sur l'État ou l'organisation et agir en conséquence. Les intérêts d'un acteur international incluent non seulement le pouvoir, mais aussi les conséquences économiques et culturelles d'une action. La théorie est également liée à un jeu à somme non nulle qui suggère que, grâce à l'utilisation de l'avantage comparatif, tous les États qui s'engagent dans des relations et des échanges pacifiques puissent accroître leur richesse.

## Différences avec le réalisme et le néoréalisme
Cela diffère des théories réalistes des relations internationales (réalisme, néoréalisme) qui utilisent le gain relatif, qui cherche à décrire les actions des États uniquement en ce qui concerne les équilibres de pouvoir et sans tenir compte d'autres facteurs, tels que l'économie. Le gain relatif est lié au jeu à somme nulle, qui stipule que la richesse ne peut pas être augmentée et que la seule façon pour un État de devenir plus riche est de prendre la richesse d'un autre État.